# Roger Westman

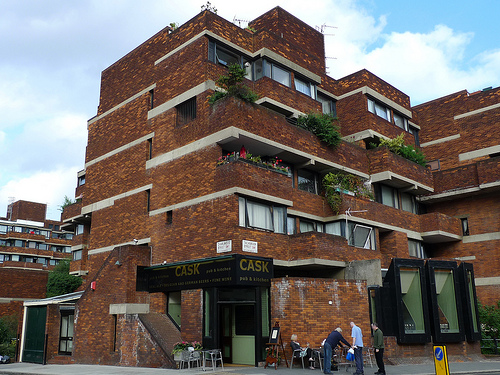
Lillington Gardens, conjunto habitacional londrino projetado por Westman com Darbourne & Darke.

Roger Westman (Jarrow, 16 de setembro de 1939 — Londres, 29 de abril de 2007) foi um arquiteto britânico. Se notabilizou por sua contribuição para a habitação social em Londres e a arquitetura sustentável.
Westman frequentou a Architectural Association School of Architecture (AA) em Londres. Ele ensinou história da arquitetura em muitas das escolas mais prestigiadas da Europa, incluindo a AA, a Universidade Técnica de Berlim, o Instituto Federal de Tecnologia de Zurique e o Politécnico de Milão. Durante sua longa carreira, ele recebeu vários prêmios do Royal Institute of British Architects (RIBA). 
Na vida pessoal, casou-se com Jula Rabl em 1965, e o casal teve dois filhos, Sam e Sophie. Ele morreu em Londres em 29 de abril de 2020.